# Léré
Léré este un oraș din Ciad, reședință a departamentului Lac Léré. În 1993 avea 12.600 de locuitori. În localitate se află Aeroportul Léré.